# Uromys porculus
Uromys porculus is een uitgestorven knaagdier uit het geslacht Uromys dat voorkwam op Guadalcanal in de Salomonseilanden. Waarschijnlijk leefde hij op de grond, omdat de staart zeer kort is. Er is slechts één exemplaar bekend, een volwassen mannetje, die in Aola op Guadalcanal is gevangen, waarschijnlijk tussen 1886 en 1888. Deze soort werd eerst beschreven als een soort van Uromys, toen naar Melomys verplaatst, toen weer naar Uromys, vervolgens weer naar Melomys, en tegenwoordig wordt hij in het ondergeslacht Cyromys van Uromys geplaatst.
De rug is roodachtig, de onderkant grijs. De staart is zeer kort en bevat geen zichtbare haren. De kop-romplengte bedraagt 220 mm, de staartlengte 130 mm, de achtervoetlengte 43 mm en de oorlengte 19 mm.
De Australische bioloog Tim Flannery heeft verhalen gehoord over een grote, op de grond levende rat genaamd "kopa" waarvan gezegd werd dat hij in grotten leefde. Mogelijk was het U. porculus. De kopa was in de jaren 60 van de 20e eeuw het laatst gezien.
Bergmozaïekstaartrat (Uromys anak) · Mozaïekstaartrat (Uromys caudimaculatus) · Uromys boeadii · Uromys emmae · Uromys hadrourus · Uromys imperator · Uromys neobritannicus · Uromys porculus · Uromys rex · Uromys siebersi · Uromys vika